# Zapalenie aorty
Zapalenie aorty (łac. aortitis) – stan zapalny obejmujący ścianę aorty.

## Epidemiologia
Badanie przeprowadzone w Danii wykazało, że w 6,1% preparatach resekowanej z różnych powodów aorty wstępującej stwierdzono zapalenie aorty, a w 76% były to zapalenia idiopatyczne. Inne badanie przeprowadzone w Japonii określiło częstość występowania na 0,01 na 100 000 dzieci na rok.

## Etiologia

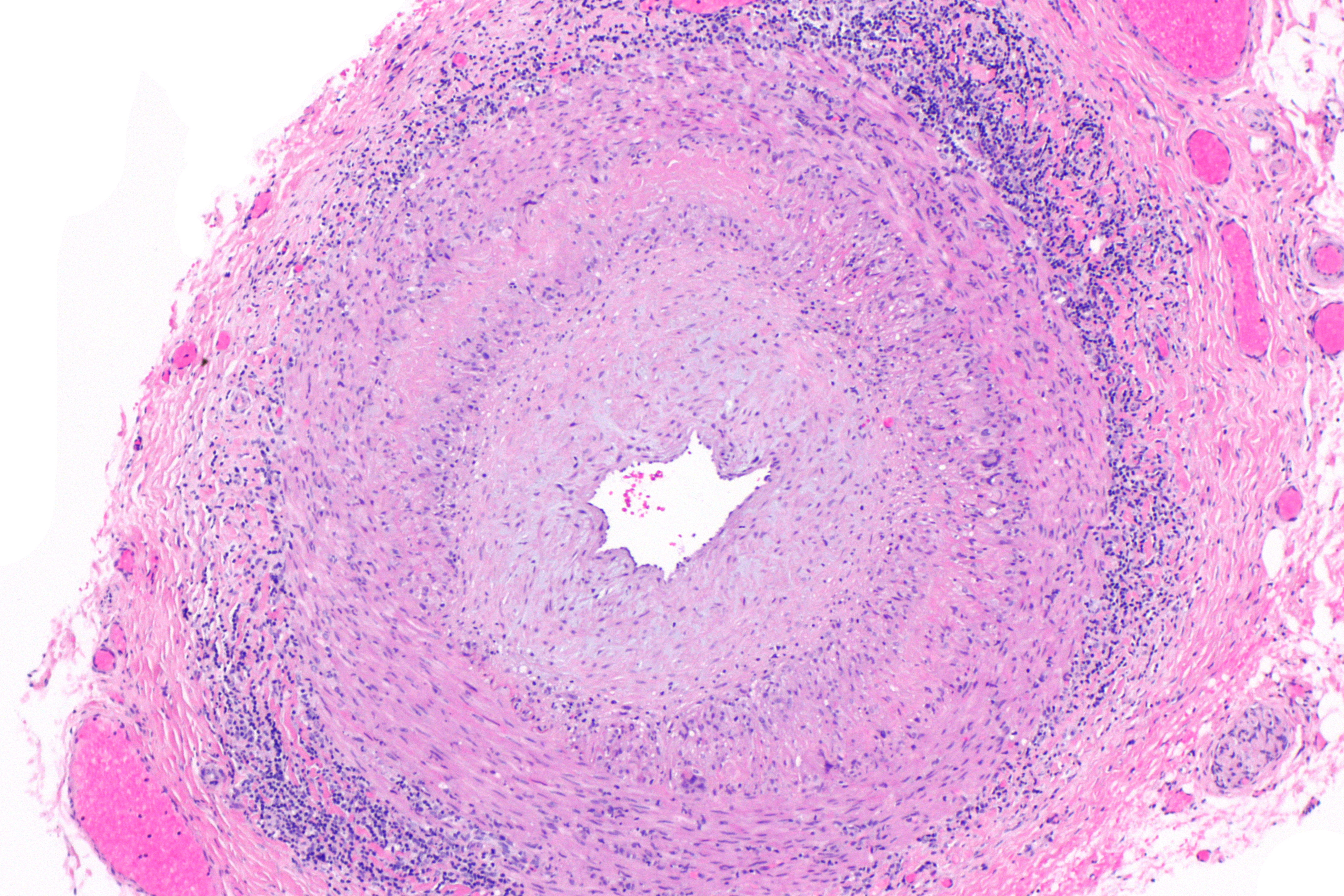
Olbrzymiokomórkowe zapalenie tętnic

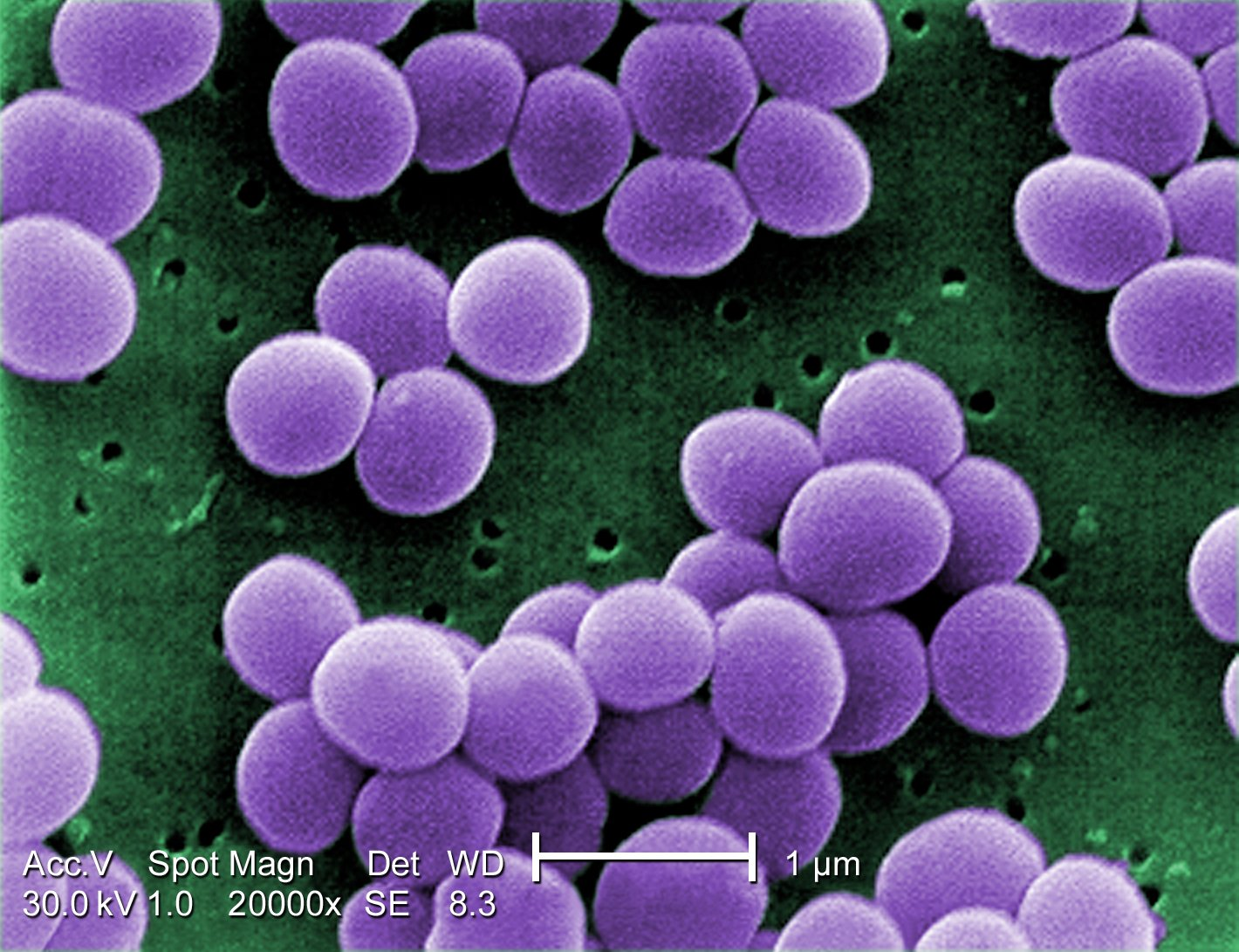
Gronkowiec złocisty

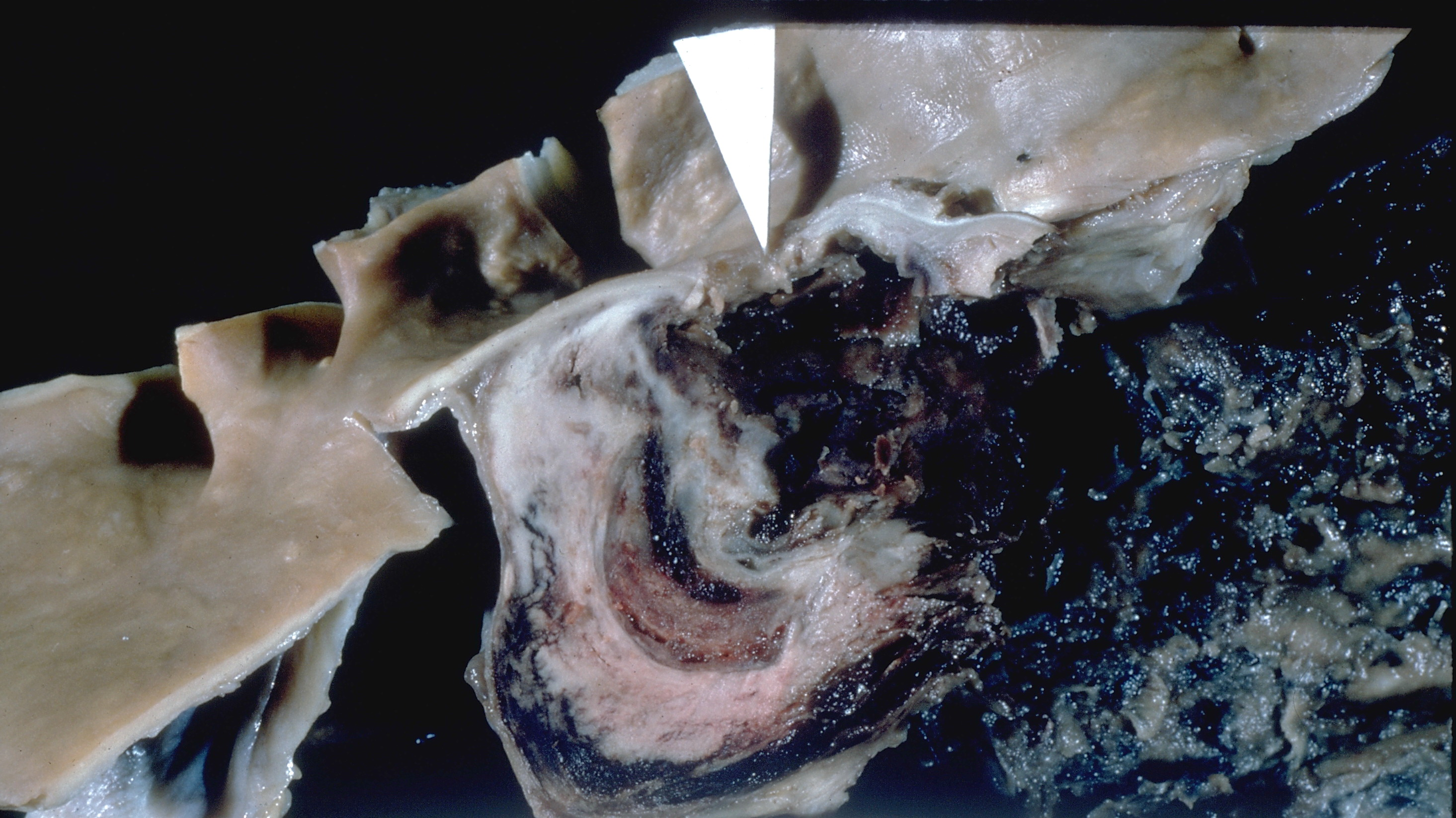
Zapalenie aorty w przebiegu gruźlicy powikłane pęknięciem powstałego tętniaka aorty (miejsce pęknięcia oznaczone trójkątem), obraz sekcyjny

Przyczynami choroby są choroby zakaźne i autoimmunologiczne. Zapalenie aorty w dużej części przypadków jest idiopatyczne.
Najczęstszymi nieinfekcyjnymi przyczynami zapalenia aorty są zapalenia dużych naczyń – olbrzymiokomórkowe zapalenie tętnic (subkliniczne zapalenie aorty występuje u 20-65% osób z rozpoznaniem) i choroba Takayasu. Istotną przyczyną zapalenia aorty są czynniki infekcyjne. W 60% przypadków infekcyjnego zapalenia aorty przyczyną są Gram-dodatnie ziarniniaki: gronkowce, enterokoki i dwoinka zapalenia płuc.
Do przyczyn zapalenia aorty zalicza się:
- choroby autoimmunologiczne:
  - olbrzymiokomórkowe zapalenie tętnic
  - choroba Takayasu
  - zespół Cogana[16]
  - choroba Behçeta[17]
  - reumatoidalne zapalenie stawów
  - toczeń rumieniowaty układowy[18]
  - zesztywniające zapalenie stawów kręgosłupa[19]
  - ziarniniakowatość z zapaleniem naczyń (w tym zespół Churga-Strauss)
  - guzkowe zapalenie tętnic
  - mikroskopowe zapalenie naczyń
  - zespół Reitera[20]
  - sarkoidoza
  - polimialgia reumatyczna
- czynniki infekcyjne[21][22]:
  - gronkowce[23]
  - dwoinka zapalenia płuc[24]
  - enterokoki[11]
  - salmonelloza[25]
  - kiła[26][27][28]
  - gruźlica (rzadka manifestacja, powstaje na skutek zakażenia z przyległych narządów lub drogą krwi)[29][30]
    - inne bakterie (np. Clostridium septicum, riketsje, Haemophilus influenzae)[31][32]

  - grzyby (mukormykoza, aspergiloza)[33],
  - wirusy: zapalenia wątroby typu B i C, VZV, HSV
- idiopatyczne zapalenie aorty[3][34]

## Objawy

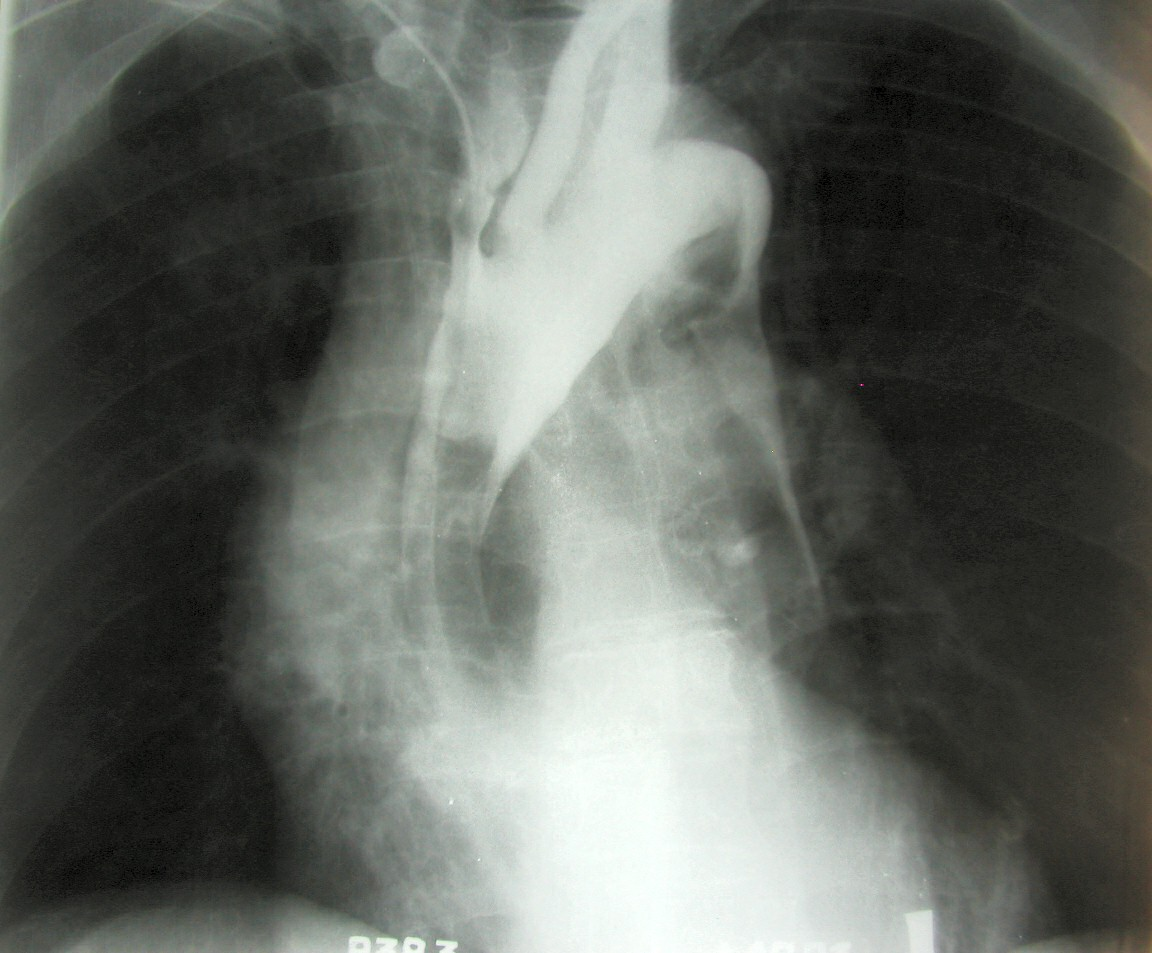
Tętniak rozwarstwiający aorty

Zapalenie aorty może być zarówno lekkie, jak i bardzo ciężkie. Wiąże się z szerokim spektrum wywoływanych objawów, które zależą od choroby podstawowej i umiejscowienia stanu zapalnego w aorcie. Podstawowe objawy to ból w klatce piersiowej, ból pleców, brzucha i gorączka, łatwa męczliwość, duszność, rzadziej tętniaki aorty, dławica piersiowa, ostry zespół wieńcowy, niedomykalność zastawki aortalnej, zakrzepica aorty oraz rozwarstwienie lub pęknięcie aorty. Opisano występowanie niedokrwistości. W zapaleniu aorty w olbrzymiokomórkowym zapaleniu tętnic objawy choroby podstawowej to bóle głowy oraz zaburzenia ukrwienia w obszarze unaczynienia tętnicy skroniowej, a także chromania żuchwy, polimialgia reumatyczna, bolesność skóry głowy, utrata wzroku i rzadsze zajęcie tętnic wieńcowych. W tej chorobie zapalenie aorty jest późnym powikłaniem. Pewne badanie wykazało, że spośród 168 pacjentów 30 (18%) miało tętniaka lub rozwarstwienie aorty. W chorobie Takayasu zwężenie aorty powyżej odejścia tętnic nerkowych lub w ich zakresie skutkuje nadciśnieniem tętniczym, występują też bóle stawów i utrata wagi. Rzadkim powikłaniem zapalenia o tej przyczynie jest rozwarstwienie aorty.

## Rozpoznanie
W zapaleniu aorty pomocna jest angiografia tomografu komputerowego (angio-TK), jak i angiografia rezonansu magnetycznego (angio-MR), które wypierają klasyczną angiografię. Angio-TK pozwala na rozpoznanie zwężenia aorty i dużych naczyń, obecność tętniaków oraz zakrzepicy naczynia, w ostrym okresie zapalenia uwidacznia obrzęk ściany naczynia i zapalenie tkanek położonych w okolicy aorty, ponadto ze względu na dostępność, umożliwia szybkie wykluczenie rozwarstwienia aorty. Angio-MR umożliwia rozpoznanie aktywnego zapalenia, które uwidacznia się jako obrzęk, pogrubienie lub wzmocnienie ściany naczynia. Badanie również pozwala na wykrycie powikłań zapalenia takich jak tętniaki czy zwężenia. PET-TK jest przydatnym narzędziem w rozpoznawaniu i monitorowaniu aktywności olbrzymiokomórkowego zapalenia tętnic i 
chorobie Takayasu. We wstępnej diagnostyce zapalenia aorty brzusznej można wykorzystać także ultrasonografię, do oceny odcinka piersiowego przydatna jest echokardiografia przezprzełykowa (TEE). OB zazwyczaj jest przyspieszony, a stężenie CRP podniesione. Wykonuje się oznaczenie poziomu przeciwciał przeciwjądrowych, czynnika reumatoidalnego i przeciwciał przeciwko cytoplazmie neutrofilów, a także wykonuje się próbę tuberkulinową i testy na kiłę, aby określić, czy zapalenie aorty nie powstało na tle infekcyjnym.

## Leczenie
Jeśli zachodzi podejrzenie infekcyjnego zapalenia aorty, to jeszcze przed otrzymaniem potwierdzających badań mikrobiologicznych włącza się empiryczną antybiotykoterapię, szczególnie obejmującą w spektrum działania gronkowca złocistego i Gram-ujemne pałeczki. Mimo zastosowania odpowiedniego leczenia rokowanie co do przeżycia jest niskie, więc oprócz tego należy wykonać zabieg usunięcia zakażonej i martwej tkanki oraz, jeśli konieczne, resekcji tętniaka. W przypadku autoimmunologicznego zapalenia aorty w chorobie Takayasu i olbrzymiokomórkowym zapaleniu tętnic należy podawać prednizon, choć w 50% przypadków choroba nawraca. Gdy występują ciężkie objawy niedokrwienia, można wykonać rewaskularyzację, a przy wtórnym nadciśnieniu angioplastykę balonową. Wszczepienie stentu poprawia rokowanie.